# Dots de comandament
"Dots de comandament" (títol original en anglès "The Ensigns of Command") és el segon episodi de la tercera temporada de la sèrie de televisió de ciència-ficció estatunidenca Star Trek: La nova generació, i el 50è de tota la sèrie, que es va emetre originalment el 2 d'octubre de 1989, en redifusió als Estats Units.
Ambientada al segle XXIV, la sèrie segueix les aventures de la tripulació de la nau de la Flota Estel·lar de la Federació Enterprise-D. En aquest episodi, el tinent comandant Data (Brent Spiner) ha de convèncer una colònia reticent de més de 15.000 persones perquè es prepari per a l'evacuació immediata mentre el capità Picard (Patrick Stewart) intenta negociar una suspensió de tres setmanes la intenció dels alienígenes d'eliminar els humans que hi trobin si en quatre dies no han marxat, i permetre que els colons marxin ells sols.

## Argument
L' Enterprise, sota les ordres del capità Jean-Luc Picard (Patrick Stewart), rep un missatge dels Sheliak, una raça alienígena solitaria: Elimina els humans del seu planeta Tau Cygni V en tres dies, o els sheliak els exterminaran.
Picard envia al Tt. Cmdt. Data (Brent Spiner), un androide, al planeta per coordinar l'evacuació, però el líder de la colònia Gosheven (Grainger Hines) es nega. Argumenta que els colons han treballat massa dur per establir la colònia i preferirien lluitar contra els Sheliak que marxar. Una altra colon, Ard'rian McKenzie, intenta ajudar a Data a persuadir els colons perquè s'evacuïn. En un moment donat, ella li fa un petó, dient-li que semblava que ho necessitava. Data fa diversos intents a través de la retòrica i les maniobres polítiques per persuadir els colons perquè s'evacuïn, però només se'n guanya uns quants. Gosheven utilitza l'aqüeducte de la colònia com a prova de la capacitat dels colons per superar l'adversitat. Com a mostra de força, Data destrueix l'aqüeducte amb un faser i informa als colons que els Sheliak són encara més poderosos, capaços de destruir-los des de l'òrbita, i que els colons moririen sense veure els seus assassins. Gosheven accepta de mala gana l'evacuació. Data li diu que l'aqüeducte és "només una cosa", i que "les coses es poden substituir, però les vides no".
A causa de la radiació que fa que el transportador resti inútil, es necessitaran tres setmanes per evacuar el planeta, però els sheliak insisteixen en el seu límit de temps de tres dies. Com a resposta, Picard explota una escletxa en el tractat entre els sheliak i la Federació: exigeix que la disputa sigui resolta per tercers àrbitres, que no estaran disponibles durant sis mesos. Superats, els sheliak accepten permetre tres setmanes. Mentre Data es prepara per tornar a l' Enterprise, l'Ard'rian ve a acomiadar-se, confessant que el trobarà a faltar, a la qual cosa Data respon fent-la un petó, dient-li que semblava que ho necessitava. Ella conclou que ell va veure que era infeliç i va fer el que va concloure que la faria sentir millor; Data accepta i retorna a l' Enterprise.
A bord de l' Enterprise, Picard comenta la fusió de Data de dos estils de músics molt diferents en una actuació musical, així com el seu enfocament creatiu per convèncer els colons. Data admet que s'ha tornat més creatiu.

## Repartiment i doblatge al català
La sèrie va ser doblada al català pels estudis Tramontana (primera part) i Soundtrack (segona part) i emesa a TV3 l’any 1991. Els dobladors de l'episodi foren:
| Personatge        | Actor/actriu    | Veu en català    |
| ----------------- | --------------- | ---------------- |
| Jean-Luc Picard   | Patrick Stewart | Joan Crosas      |
| William Riker     | Jonathan Frakes | Antoni Forteza   |
| Data              | Brent Spinner   | Joaquim Sota     |
| Geordi La Forge   | LeVar Burton    | Aleix Estadella  |
| Worf              | Michael Dorn    | Enric Arquimbau  |
| Beverly Crusher   | Gates McFadden  | Aurora Garcia    |
| Deanna Troi       | Marina Sirtis   | Victòria Pagès   |
| Wesley Crusher    | Will Wheaton    | Roger Pera       |
| Ard'rian McKenzie | Eileen Seeley   | Carme Alarcón    |
| Gosheven          | Grainger Hines  | Santi Lorenz     |
| Haritath          | Mark L. Taylor  | Ignasi Abadal    |
| Kentor            | Richard Allen   | Xavier Fernández |
| Sheliak           | Mart McChesney  | Manel Català     |
| Miles O'Brien     | Colm Meaney     | Joan Pera        |

## Producció
El títol prové del setè vers del poema 'The Wants of Man de John Quincy Adams:
“I want the seals of power and place,
The ensigns of command;
Charged by the People's unbought grace
To rule my native land.
Nor crown nor sceptre would I ask,
But from my country's will,
By day, by night, to ply the task
Her cup of bliss to fill.”
(en català)
"Vull els segells de poder i lloc,
Les dots de comandament;
Cobrat per la gràcia no comprada del Poble
Per governar la meva terra natal.
Ni corona ni ceptre demanaria,
Però per voluntat del meu país,
De dia, de nit, per fer la tasca
La seva copa de felicitat per omplir".
El guió d'aquest episodi va ser escrit per Melinda M. Snodgrass, que també apareix com a escriptora als crèdits de l'episodi. Tanmateix, al guió final, "H. B. Savage” figura com a autor.
Snodgrass volia portar Data un pas més enllà en la seva exploració de la humanitat i, per tant, va crear una situació que no es pot resoldre només amb la lògica, sinó que requereix carisma.Snodgrass originalment tenia la intenció d'empènyer la situació fins a tal punt que no es pogués resoldre per lògica, però això es va reelaborar. Ja a l'episodi "El Galileu 7" de la Sèrie Original, Spock s'havia vist posat en una situació desesperada en la qual es va deixar portar per un acte especulatiu de desesperació. Això va portar a un major desenvolupament del personatge en els episodis següents. Aquest també va ser el cas de Data, ja que el seu comandament al doble episodi Redempció va implicar un problema similar, que va resoldre amb confiança.

## Recepció
The A.V. Club li va donar B+.
Keith DeCandido per Tor.com li va donar 7 sobre 10. El va valorar com un bon episodi. Data s'enfronta a una situació de comandament per primera vegada i la gestiona molt bé. El truc de Picard de vèncer els Sheliak amb els seus propis mitjans burocràtics va ser extremadament intel·ligent i interpretat de manera brillant per Patrick Stewart.
El 2021, Stephanie Roehler el va situar en el 17è lloc en una llista dels 20 millors episodis de Star Trek: La nova generació per a screenrant.com.

## Llançament
L'episodi es va publicar amb la caixa del DVD de la tercera temporada de Star Trek: La nova generació, llançat als Estats Units el 2 de juliol de 2002. Tenia els 26 episodis de la temporada 3 en set discs, amb una pista d'àudio Dolby Digital 5.1. Va ser llançat en Blu-ray d'alta definició als Estats Units el 30 d'abril de 2013.
Aquest va ser llançat al Japó en LaserDisc el 5 de juliol de 1996, al conjunt de mitja temporada Log. 5: Third Season Part.1 per CIC Video. Aquest incloïa els episodis de "Dots de comandament" (també "Evolució") a "Una qüestió de perspectiva" en discos òptics de doble cara de 12 polzades. El vídeo estava en format NTSC amb pistes d'àudio tant en anglès com en japonès.